# Teofil Orłowski
Teofil Feliks Orłowski (ur. 10 listopada 1893 w Fabianowie, zm. 1945) – pierwszy polski doktor fotochemii, fotograf, działacz społeczny, publicysta. Dyrektor do spraw technicznych Fabryki płyt, błon i papierów fotograficznych Alfa w Bydgoszczy. Współtwórca oraz redaktor prowadzący Nowości Fotograficznych. Członek rzeczywisty Polskiego Towarzystwa Fotograficznego.

## Życiorys
Teofil Feliks Orłowski ukończył gimnazjum klasyczne w Ostrowie Wielkopolskim. W 1919 roku ukończył studia chemiczne w Lipsku. Od 1919 roku kontynuował studia chemiczne w Poznaniu, które ukończył w 1923 – w międzyczasie (1919–1921) odbywał służbę wojskową w Wojsku Polskim. W 1925 roku został doktorem filozofii w zakresie chemii fizycznej (Uniwersytet Poznański). Od 1922 do 1927 roku był asystentem w poznańskim Zakładzie Chemii Fizycznej, w tym samym czasie był pracownikiem Fabryki płyt fotograficznych Ewi w Poznaniu. W 1927 roku podjął pracę w firmie Stafra, jako główny chemik firmy. W latach 1928–1939 był dyrektorem do spraw technicznych w Fabryce płyt, błon i papierów fotograficznych Alfa w Bydgoszczy. W 1935 roku reprezentował Polskę w IX Międzynarodowym Kongresie Fotografii Naukowej i Stosowanej w Paryżu. 
Teofil Feliks Orłowski był członkiem Towarzystwa Przyrodników Polskich, Polskiego Towarzystwa Chemików oraz członkiem rzeczywistym Polskiego Towarzystwa Fotograficznego. W latach 1928–1939 był współtwórcą oraz redaktorem prowadzącym Nowości Fotograficznych – ilustrowanego czasopisma o tematyce fotograficznej, wydawanego dwa razy rocznie, staraniem Fabryki płyt, błon i papierów fotograficznych Alfa w Bydgoszczy. Kontynuował działalność publicystyczną pisząc artykuły między innymi do ilustrowanego miesięcznik o tematyce fotograficznej – Polskiego Przeglądu Fotograficznego oraz miesięcznika fotograficznego Światłocień. 
Od 1944 roku Teofil Feliks Orłowski aresztowany przez Niemców, przebywał w obozach koncentracyjnych w Stutthof oraz w Buchenwald. Zmarł (zamordowany) w 1945 roku.

## Ordery i odznaczenia
- Złoty Krzyż Zasługi (31 stycznia 1939)[8]
- Srebrny Krzyż Zasługi (10 listopada 1933)[9]